# 徐天麟
徐天麟（？—？），字仲祥，臨江（今屬江西）人，南宋官员、学者。

## 生平
徐得之之子。開禧元年（1205年）進士，歷任撫州、湖廣總領所幹辦公事、臨安府教授、浙西提舉常平司幹官、主管禮部、兵部架閣、宗學諭、武學博士等。官至廣西轉運判官。著有《西漢會要》、《東漢會要》、《漢兵本末》、《西漢地理疏》、《山經》等。